# Painkiller (canción de Judas Priest)
«Painkiller» -en español: Analgésico- es una canción de la banda británica de heavy metal Judas Priest, incluida como la primera pista en el álbum Painkiller publicado en 1990. En el mismo año se lanzó como el primer sencillo del disco y alcanzó el puesto 74 en la lista británica UK Singles Chart.
Fue escrita por Rob Halford, K.K. Downing y Glenn Tipton inspirada en el intento de suicidio que cometió el vocalista a mediados de 1985. Sus letras aun así tratan sobre el personaje ficticio Painkiller, que en palabras del mismo Halford; «...es un personaje que personifica al metal: la maldad, la energía y la destrucción».
Es una de las canciones más pesadas de la banda, que se caracteriza por un solo de batería creado por Scott Travis, la agudeza de la voz de Rob Halford y por la rapidez y duración de los solos de guitarra, que posicionan al tema en el subgénero speed metal.

## Vídeo musical
Para promocionarlo en el mismo año se grabó su respectivo vídeo musical que fue dirigido por Wayne Isham, que ya había participado con la banda en la realización de los vídeos promocionales de Turbo y Ram It Down. El vídeo muestra a la banda tocando en una especie de fábrica cuyas imágenes están en su gran mayoría en blanco y negro.

## Versiones y otras apariciones
Con el pasar de los años ha sido versionada por otras bandas de diversos subgéneros. La primera de ellas fue Death para su disco The Sound of Perseverance de 1998, donde algunas partes del solo de guitarra fueron reescritas. Los brasileños Angra hicieron una versión para el disco tributo A Tribute to Judas Priest: Legends of Metal y que luego la incluyeron en su EP Freedom Call. También ha sido grabada por los mexicanos Lvzbel, los españoles Saratoga y por los franceses Obszön Geschöpf, entre muchas otras.
La banda japonesa Babymetal interpretó una versión mix de la canción Painkiller en Alternative Press Music Awards 2016 junto a Rob Halford, junto con otra canción de Judas Priest, "Breaking the Law". Babymetal interpretó estas canciones a finales de año durante su gira de apoyo a Red Hot Chili Peppers, con la cantante líder Su-metal y Chad Smith de RHCP tocando la batería.
También ha aparecido en otros medios audiovisuales como en los videojuegos Rock Band 2 y Rock Band Unplugged, como también en Brutal Legend, Guitar Hero: Van Halen y como tema extra en Rocksmith. A su vez aparece en el juego de fútbol americano Madden NFL 10.

## Lista de canciones
| Vinilo de 7" |              |                          |          |  |
| N.º          | Título       | Escritor(es)             | Duración |  |
| 1.           | «Painkiller» | Halford, Downing, Tipton | 6:08     |  |
| 2.           | «United»     | Halford, Downing, Tipton | 3:34     |  |

| Vinilo de 12" |               |                          |          |  |
| N.º           | Título        | Escritor(es)             | Duración |  |
| 1.            | «Painkiller»  | Halford, Downing, Tipton | 6:08     |  |
| 2.            | «United»      | Halford, Downing, Tipton | 3:34     |  |
| 3.            | «Hell Patrol» | Halford, Downing, Tipton | 3:37     |  |

| CD sencillo |                                 |                          |          |  |
| N.º         | Título                          | Escritor(es)             | Duración |  |
| 1.          | «Painkiller»                    | Halford, Downing, Tipton | 6:08     |  |
| 2.          | «United»                        | Halford, Downing, Tipton | 3:34     |  |
| 3.          | «Hell Patrol»                   | Halford, Downing, Tipton | 3:37     |  |
| 4.          | «Better By You, Better Than Me» | Gary Wright              | 3:24     |  |

## Músicos
- Rob Halford: voz
- K.K. Downing: guitarra eléctrica
- Glenn Tipton: guitarra eléctrica
- Ian Hill: bajo
- Scott Travis: batería